# Chrysasura meeki
Chrysasura meeki är en fjärilsart som beskrevs av Rothschild 1916. Chrysasura meeki ingår i släktet Chrysasura och familjen björnspinnare. Inga underarter finns listade i Catalogue of Life.